# Гай Яків Гаврилович
Яків Гаврилович Гай (нар. 3 квітня 1926, село В'язівок Городищенського району Черкаської області — 2010) — радянський та український математик. Кандидат фізико-математичних наук, доцент кафедри математики та теоретичної радіофізики Київського національного університету імені Тараса Шевченка. Лауреат Державної премії УРСР в галузі науки і техніки 1989 року за підручник «Математичний аналіз», опублікований у 1983—1987 роках.

## Життєвий шлях
Гай Яків Гаврилович народився 3 квітня 1926 року в селі В'язівок Городищенського району Черкаської області.
В 1944 році призваний до лав Червоної Армії. Брав участь у Великій вітчизняній війні на Другому Білоруському Фронті, служив сапером у розвідці, у 1945 році під м. Бидгощем (Польща) був поранений. Нагороджений медаллю «За відвагу», орденом Вітчизняної війни першого ступеня та 12-ма ювілейними медалями.
Після війни продовжив службу в Червоній, а згодом в Радянській армії в європейській частині Росії. В 1949 році був демобілізований.
В 1951—1956 рр. — студент Київського державного університету ім. Т. Г. Шевченка. В 1956—1994 рр. працював у Київському університеті спочатку на посаді асистента, а з 1966 року на посаді старшого викладача, з 1971 до 1994 року — на посаді доцента кафедри математики та теоретичної радіофізики. Кандидатську дисертацію захистив у 1966 році.
Область наукових інтересів — наближені методи розв'язування інтегральних рівнянь. Автор підручників: «Диференціальні рівняння» (спільно з Ляшком І. І., Боярчуком О. К., Калайдою О. Ф.), «Математичний аналіз» в 3х томах (спільно з Ляшком І. І., Боярчуком О. К., Калайдою О. Ф.), посібника «Математический анализ в примерах и задачах». У 2 т. (спільно з Ляшком I. I., Боярчуком О. К., Головачом Г. П.). Усього має 45 наукових робіт: 21 стаття та 24 навчально-методичні праці. Лауреат Державної премії УРСР в галузі науки і техніки 1989 року за підручник «Математичний аналіз», опублікований у 1983—1987 роках. Вийшов на пенсію у 1994 р.
Свої лекції Гай Яків Гаврилович завжди читав українською мовою.